# Abu Faris Abd al-Aziz ben Ali
Abû Fâris `Abd al-`Azîz ben `Alî (أبو فارس المستنصر عبد العزيز بن علي, ⴰⴱⵓ ⴼⴰⵔⵉⵙ ⵍⵎⵓⵙⵜⴰⵏⵚⵉⵔ ⵄⴱⴷ ⵄⵍⵉ ⴱⵏ ⵄⵍⵉ) (date inconnue - 1372) est un sultan mérinide du Maroc succédant à son père Abû al-Hasan ben `Uthmân en 1366.

## Histoire
Abû Fâris est un homme malade, d'où son surnom de "dolent", mais volontaire et soutenu par sa mère. Le vizir `Omar, qui l'a mis au pouvoir, voyant que ce nouveau souverain échappe à son contrôle, projette de le tuer. Le souverain qui en est informé, fait capturer le vizir et le condamne à être haché à coups de sabre.
`Abd al-`Azîz reprend en mains les régions en dissidence et le royaume mérinide retrouve son étendue.
En 1368, il envoie des troupes pour soutenir le roi Pierre Ier de Castille et les Anglais contre le demi-frère de ce roi, le roi Henri II de Castille et les Français conduits par Bertrand Du Guesclin et Guillaume Boitel.
Il meurt en 1372, laissant le trône à un très jeune enfant.

## Sources
- Charles-André Julien, Histoire de l'Afrique du Nord, des origines à 1830, édition originale 1931, réédition Payot, Paris, 1994
- Chronique de Bertrand du Gueselin par Cuvelier, trouvère, https://books.google.fr/books?id=MB9FWazg8BoC [archive], E. Charriere, 1839